# Єлизавета Гессен-Кассельська (1596–1625)
Єлизавета Гессен-Кассельська (нім. Elisabeth von Hessen-Kassel, 24 березня 1596 — 16 грудня 1625) — ландграфиня Гессен-Кассельська з Гессенського дому, донька ландграфа Гессен-Касселю Моріца та графині Зольмс-Лаубаської Агнеси, друга дружина герцога Мекленбург-Гюстрову та співправителя Мекленбургу Йоганна Альбрехта II.
Композиторка, поетеса, перекладачка.

## Біографія
Народилась 24 березня 1596 року у Касселі. Була другою дитиною та єдиною донькою в родині ландграфа Гессен-Касселю Моріца та його першої дружини Агнеси Зольмс-Лаубаської. Мала старшого брата Отто та молодших — Моріца та Вільгельма. Своє ім'я отримала на честь королеви Великої Британії — Єлизавети I, яка погодилася бути хрещеною матір'ю дівчинки. Представляв монархиню Генрі Клінтон, 2-й граф Лінкольн. Хрестини Єлизавети стали одним із найдорожчих святкових заходів при кассельському дворі, на честь цієї події був проведений один із останніх лицарських турнірів в Європі.
Матір дівчинки була відома своєю добротою та вродою. Вона померла, коли Єлизаветі було 6 років. Батько важко переживав смерть дружини, втім, за півроку узяв другий шлюб з Юліаною Нассау-Ділленбурзькою. Від цього союзу у Єлизавети з'явилося чотирнадцятеро єдинокровних братів і сестер, з яких десятеро досягли дорослого віку.
Вихованням юної ландграфині займався батько. Будучи надзвичайно освіченою людиною свого часу, він навчав її, разом із братами, за допомогою спеціальних вчителів, у створеній ним придворній школі «Collegium Mauritianum». Дівчина вивчала латину, іспанську, італійську та французьку мови, геометрію, діалектику. Писала вірші італійською. В Кассельській державній бібліотеці зберігаються копії її 200 мадригалів і 16 канцонетів. Також перекладала твори з італійської на німецьку мови, писала музику та грала на музичних інструментах. Лютнева книга Єлизавети, написана між 1605 і 1618 роками, містить численні твори її сучасників, у тому числі її батька та придворних музикантів Касселя.

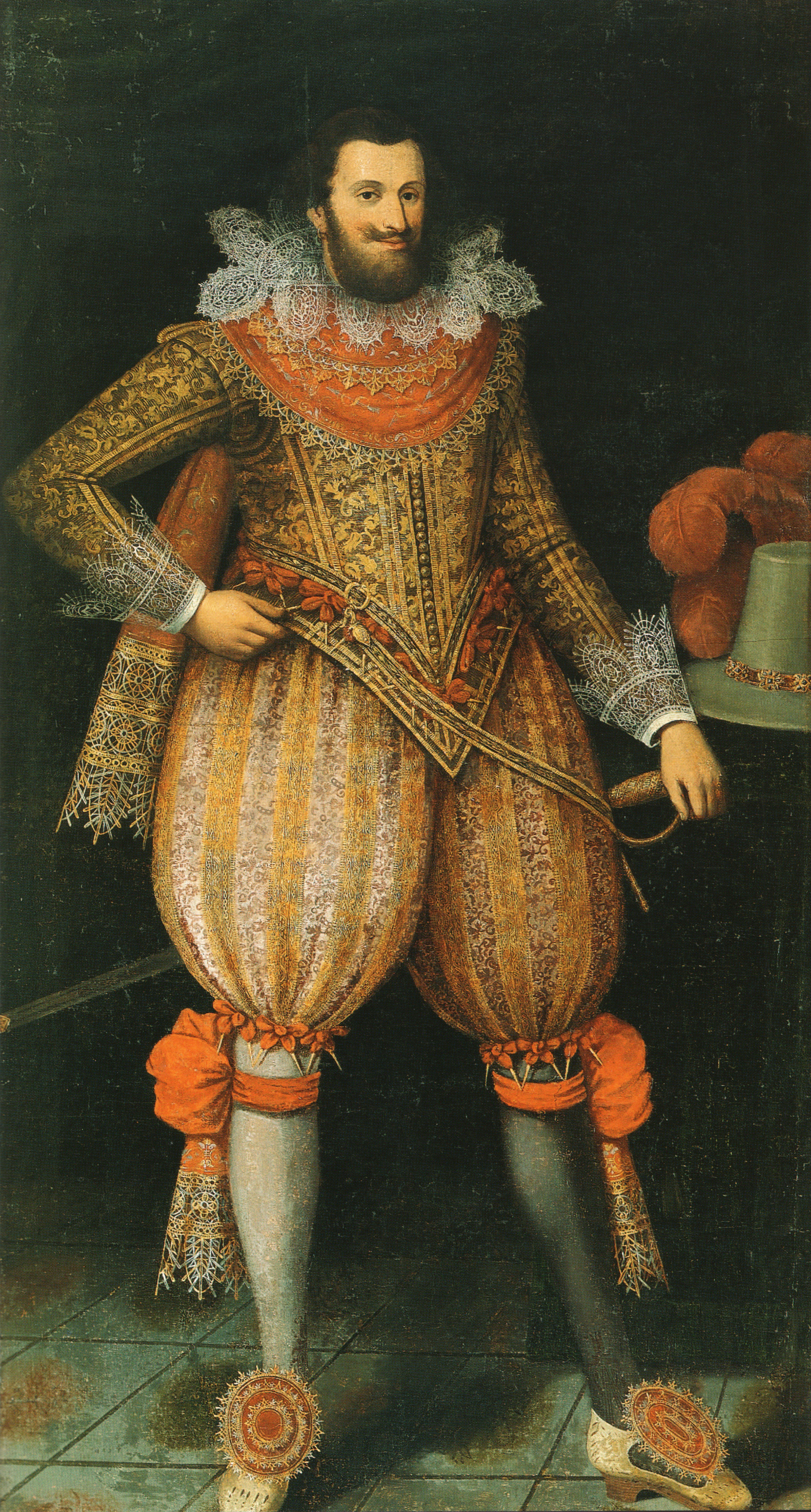
Портрет Йоганна Альбрехта пензля невідомого майстра

Моріц бачив доньку дружиною шведського принца Карла Філіпа, однак цей проект не реалізувався. Принц узяв морганатичний шлюб із представницею шведської знаті. У 1616 році відбулися заручини Єлизавети із принцом Оранським Фредеріком Гендріком, однак в останню мить наречений розірвав заручини, вважаючи шлюбний договір невигідним.
Зрештою, наступного дня після свого 24-річчя Єлизавета взяла шлюб із 27-річним герцогом Мекленбург-Гюстрову та співправителем Мекленбургу Йоганном Альбрехтом II. Посагом нареченої стали амт і місто Даргун. Весілля пройшло 26 березня 1618 у Касселі. Для нареченого це був другий шлюб. Від першого він мав двох малолітніх доньок та сина, який невдовзі помер. Спільних дітей у подружжя не було.
У 1621 році герцогиня лікувалася на курорті Вільдунгену та відвідала свою сім'ю в Касселі. Через часті хвороби, ймовірно, мало впливала на придворне мекленбурзьке життя. Втім, у Гюстрові вона створила придворний оркестр, продовжувала також займатися музикою.
Померла після років хвороби на уролітіаз і водянку. Була похована у крипті Гюстровського собору. Даргун після її смерті повернули Гессен-Касселю.